# Área de conservación Central Plateau
El área de conservación Central Plateau es una zona protegida de animales y plantas localizado en Tasmania, Australia. Se encuentra junto al parque nacional Walls of Jerusalem, al noroeste de la capital, Hobart. Forma parte de la reserva natural de Tasmania inscrita como Patrimonio de la Humanidad por la Unesco en 1982.
El Central Plateau (Meseta Central) de Tasmania es la superficie más elevada de Tasmania; se encuentra flanqueada en la zona noreste por los  Great Western Tiers, un grupo montañoso que presenta grandes acantilados, en la zona sur por un gran número de infraestructuras hidroeléctricas, y al oeste limita con el Parque nacional Cradle Mountain-Lake St. Clair.